# ویلیس ادواردز
ویلیس ادواردز (به انگلیسی: Willis Edwards) (زاده	۲۸ آوریل ۱۹۰۳ - درگذشته	۲۷ سپتامبر ۱۹۸۸) بازیکن فوتبال اهل کشور انگلستان بود که سابقهٔ بازی در تیم ملی فوتبال انگلستان را در کارنامهٔ خود دارد. وی در تاریخ ۱ مارس ۱۹۲۶ نخستین بازی ملی خود را در مقابل تیم ملی فوتبال ولز انجام داد و با حضور در ۱۶ بازی ملی، در تاریخ ۲۰ نوامبر ۱۹۲۹ واپسین بازی ملی‌اش را در برابر تیم ملی فوتبال ولز برگزار کرد.